# Pinus radiata
Pinus radiata е вид растение от семейство Борови (Pinaceae). Видът е застрашен от изчезване.

## Разпространение
Разпространен е в Мексико и САЩ.